# ひねりゴマ

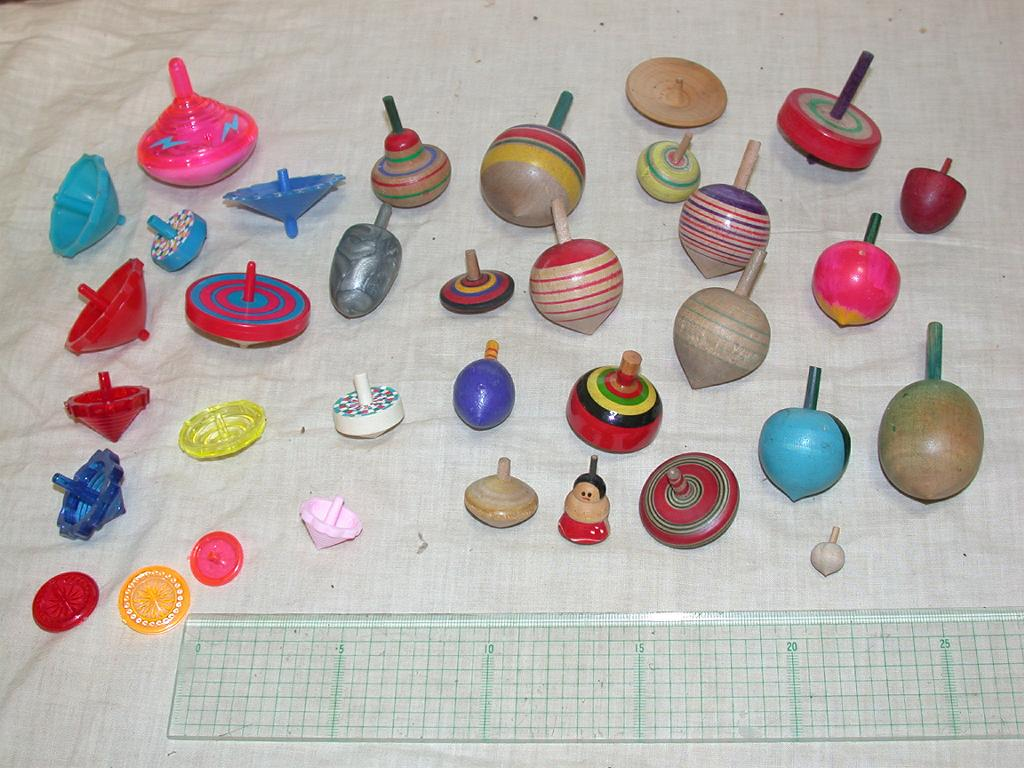
様々なひねりゴマ
左はおもちゃ系・右は郷土玩具系

ひねりゴマ（捻り独楽）は、独楽を回し方で分けた場合の類型の一つ。軸を指で捻る事で回すもので、最も簡単な独楽である。

## 概説
独楽を回し方で分けた場合、ひねりゴマは何の道具も使わずに回す独楽のうち、指先だけで回すものである。指先ではそう大きな力をかけられないから、独楽そのものもごく小さなものに限られる。より大きいものは、指先では回せないので、軸を手のひらに挟んでこすって回す手よりゴマかヒモを巻いて回す糸巻きゴマになる。
ひねりゴマは回すのも簡単であるが、性格上、それ以上の発展はあまりない。しかし、作るのは簡単なので、恐らく最も原始的な独楽と言っていいであろう。手作りするのも簡単である。

## 構造
回転する胴体と軸がある、という程度の共通点が認められるが、形の自由度は高い。例えば紙の円盤の中心に軸を通せば出来上がる。胴がより厚い固まりであってもよいし、ドングリのように縦長であってもよい。
ただ、最低限の共通点として捻る時に指で挟むための軸の出っ張りが必要になる。これは上側に出ているのが普通であるが、後述のように下に出ていても回すのは可能である。下側の先端は少なくとも突出している方が安定して回転するが、必ずしもその必要はない。
なお、後述する空中で回す独楽についてはさまざまな異なった特徴がある。

## 回し方
普通のひねりゴマは上に軸が突き出しているから、これを片手の指の間に挟み、捻って手を放せば回る。後は倒れるまで見守るだけである。基本的に回転を後で追加することはできない。
また、製品としては存在しないようであるが、下側に突き出た軸を持って回すこともできる。手のひらを上に向け、指先に下側の軸をつまみ、捻りながらやや上に投げ上げるようにして手を引けば、台の上に落ちて回る。押しピンはこの方法で回して遊ぶことが可能である。

## 形状
独楽の起源には諸説あるが、各地で独立に出現したものであろう。その起源としてよく考えられているものに、巻き貝とドングリがあるが、これからはごく簡単にひねりゴマが作れる。巻き貝の場合、先端部の殻を残し、殻の口の方から殻表面を壊すと、中心の軸部分が先端の円錐形の殻から突出した形となり、逆さまにすればひねりゴマになる。ドングリの場合、丸い底に軸を突き刺せば、とがった先端を下にしてよい独楽になる。ドングリなどの木の実で作られた独楽は木の実ゴマと呼ばれ、世界に広く分布している。これらが独楽の起源であろう。実際に出土したり古い絵図に見られるものはぶちゴマのほうが圧倒的に多く、ひねりゴマが見られる例はごく少ない。これは、作りが簡単すぎるためかもしれない。古代ギリシャの絵にはひねりゴマらしいものが出ている例がある。
商品としては、幼児用の小型の独楽が時折見かけられる。むしろ、駄菓子などの付録として見かける例が多いかもしれない。郷土玩具としては、回して楽しむと言うより、さまざまな意匠を凝らしたり、色や模様を楽しんだりと言う事を目的とする作品が多々ある。
子供たちは、たいてい勝手に捻りゴマを作る。例えば先のドングリのほかに、牛乳ビンの蓋やフィルムケースの蓋など芯をつければすぐに独楽になる。押しピンも独楽として使える。芯が上に抜けていないので、下から軸を持って回す。本来は独楽として考えられていないから、個体差が大きく、よく回るのを探すのが大変だが、それもまた楽しみである。同じやり方で、急須の蓋なども回せる。
独楽として使うことを想定しない商品もある。たとえば箸置きとして作られたものや、千代紙細工などで、要するに、独楽の形のものを小さく作れば大抵は捻りゴマになる。実際に回しても大抵は回る。小さいと力のモーメントは大きくならないので、多少の誤差は気にならないで、そこそこは回ってしまう。
江戸時代には、貨幣の真ん中に軸を通して回す銭ゴマというのが子どもの間で流行したと言われる。現在でも穴の開いた硬貨はあるが、これに軸を通して回す例は余り聞かない。

## 変わった使い方

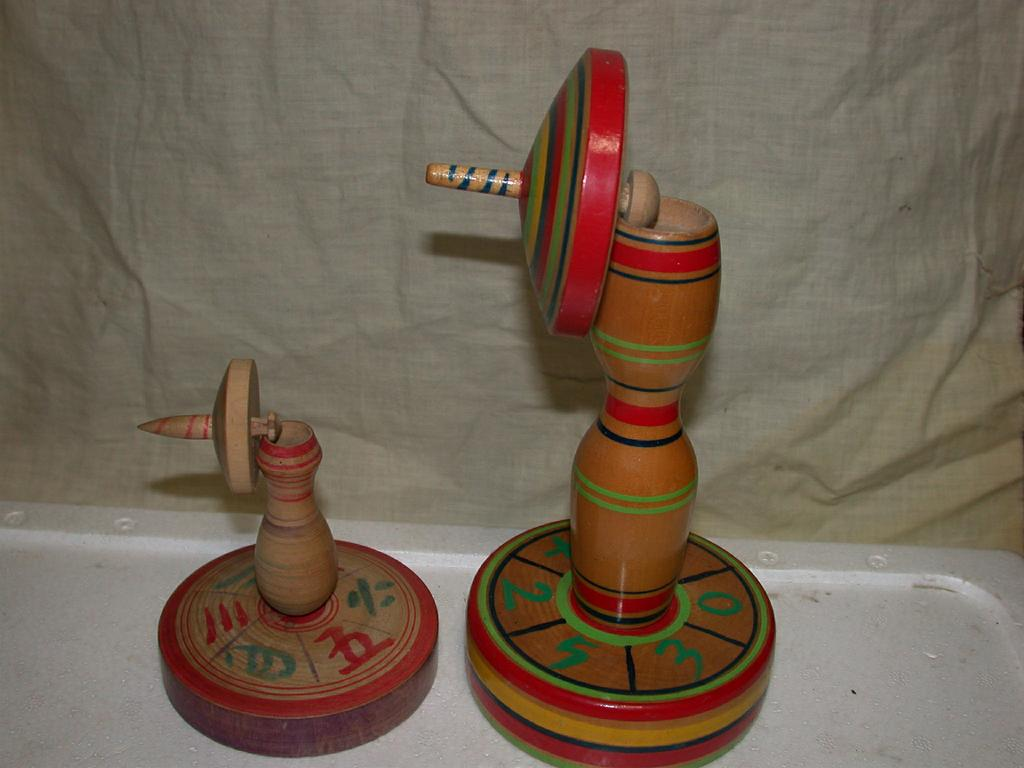
賭けゴマ

独楽を単に回すだけでなく、他の目的で使う場合もある。力が強かったり回転が速かったりする必要があれば別だが、そうでなければひねりゴマが使われる。作りが簡単だからであろう。
たとえば賭けゴマというのがある。独楽を回して倒れた方向を当てるというものであるが、そのための独楽はひねりゴマである。また、逆立ちゴマも大抵はひねりゴマである。その他、電子部品を組み込んで、回すと光ったり音が出る例もある。このようなものは、余り派手に回ると壊れやすいため、ひねりゴマ程度がちょうどいいのかもしれない。

## 空中で回す独楽
日本における一般の印象では独楽は基盤の上で回すものである。しかし、そうでないものもいくつか知られる。空中ゴマやディアボロ、あるいはちょん掛けゴマなどはヒモの上で回す独楽である。
もう一つ、空中で回すものに、細い棒の先で回す独楽がある。皿回しを考えてもらえば分かりやすいと思う。皿回しもある意味で独楽であるが、同じような姿で回す、独楽として作られたものがある。九州の皿ゴマなどが代表である。形は円盤型で中央から上に軸が伸びるので、上から見れば普通の独楽であるが、裏返すと中央がくぼんでいる。回す時は、先のとがった細い棒や竹ひごの上にこのくぼみを当てるように独楽を乗せ、上の軸をつまんで捻って回す。竹ひごを揺すりながら回る。
この型の独楽には重心の位置で大きく二つに分かれる。一つは支点より上に重心がくる型で、裏側のくぼみは浅い。回転が止まると棒の上から落ちる。落ちてしまわないように、裏面中央のくぼみ周辺に、棒の先端が引っかかるように溝が作られている。もう一つは支点より重心が下にくる型で、裏側のくぼみは深い。回転が止まっても棒の先に乗ったままになる。